# Elżbieta Zielińska
Elżbieta Joanna Zielińska z domu Borowska (ur. 13 października 1988 w Gorlicach) – polska polityk i politolog, posłanka na Sejm VIII i IX kadencji.

## Życiorys
Pochodzi z Kobylanki. Ukończyła I Liceum Ogólnokształcące im. Marcina Kromera w Gorlicach oraz studia z zakresu bezpieczeństwa wewnętrznego w Instytucie Nauk Politycznych Uniwersytetu Warszawskiego (2013), została następnie doktorantką na Wydziale Dziennikarstwa i Nauk Politycznych UW.
W wyborach parlamentarnych w 2015 kandydowała do Sejmu w okręgu nowosądeckim z pierwszego miejsca na liście komitetu wyborczego wyborców Kukiz’15 zorganizowanego przez Pawła Kukiza, uzyskując mandat posłanki VIII kadencji (otrzymała 8115 głosów). W 2017 została współprzewodniczącą Klubów Młodych Kukiz’15. W lutym 2018 dołączyła do Unii Polityki Realnej, objęła funkcję wiceprezesa tej partii. Wiosną 2019 odeszła z tego ugrupowania, była też kandydatką KWW Kukiz’15 w wyborach do Parlamentu Europejskiego. W sierpniu tegoż roku opuściła klub poselski Kukiz’15 (motywując to zawarciem przez Pawła Kukiza porozumienia wyborczego z PSL), współtworząc koło poselskie UPR. W tym samym miesiącu została kandydatką do Sejmu z listy Prawa i Sprawiedliwości w kolejnych wyborach parlamentarnych w dotychczasowym okręgu (w głosowaniu z października nie uzyskała reelekcji, zajmując pierwsze niemandatowe miejsce na liście swojego komitetu z wynikiem 7999 głosów). Wstąpiła do PiS; w lutym 2022 uzyskała prawo do objęcia mandatu poselskiego zwolnionego przez Wiesława Janczyka, na co wyraziła zgodę. Złożyła ślubowanie 23 lutego tego samego roku. Nie została wybrana do Sejmu X kadencji w wyborach w 2023.

## Życie prywatne
W 2017 zawarła związek małżeński z Adamem Zielińskim; ma synów Władysława (ur. 2018), Stefana (ur. 2021) i Tadeusza (ur. 2023).